# Bouvardia longiflora
Bouvardia longiflora là một loài thực vật có hoa trong họ Thiến thảo. Loài này được (Cav.) Kunth mô tả khoa học đầu tiên năm 1820.